# بيني مولر
بيني مولر (بالهولندية: Bennie Muller)‏ (ولد في 14 أغسطس 1938) هو لاعب كرة قدم هولندي سابق، يلعب في خط الوسط.

## روابط خارجية
- بيني مولر على موقع قاعدة بيانات كرة القدم.إي يو (الإنجليزية)
- بيني مولر على موقع ناشيونال فوتبول تيمز (الإنجليزية)
- بيني مولر على موقع عالم كرة القدم.نت (الإنجليزية)